# Czech Indoor Open 2003
Il Czech Indoor Open 2003 è stato un torneo di tennis facente parte della categoria ATP Challenger Series nell'ambito dell'ATP Challenger Series 2003. Il torneo si è giocato a Praga in Repubblica Ceca dal 17 al 23 novembre 2003 su campi in sintetico indoor.

## Vincitori

### Singolare
Marc Rosset ha battuto in finale  Dick Norman con il punteggio di 7–6(4), 6(1)–7, 7–6(3)

### Doppio
Martin Štěpánek /  Igor Zelenay hanno battuto in finale  Karsten Braasch /  Jean-Claude Scherrer con il punteggio di 6–4, 4–6, 6–4